# Scout (Earth Explorer)
Les missions spatiales Scout du programme Earth Explorer de l'Agence spatiale européenne sont développées à compter du début des années 2020 dans le but d'utiliser les évolutions récentes du secteur spatial (miniaturisation des satellites, utilisation de composants sur étagère) permettant d'abaisser les couts au bénéfice du programme d'observation de la Terre de l'agence (Programme Living Planet). Trois profils de mission sont envisagés. Parmi celles-ci les missions Scout (reconnaissance)  ont pour objectif de valider dans l'espace de nouvelles technologies utilisables par les satellites scientifiques d'observation de la Terre (programme Earth Explorer).

## Contexte
Le programme d'observation de la Terre de l'Agence spatiale européenne comprend deux familles de mission : d'une part les missions de recherche scientifique (Earth Explorer) et d'autre part les missions opérationnelles (Earth Watch) qui sont développées avec des partenaires (satellites météorologiques d'EUMETSAT et satellites du programme Copernicus de l'Union Européenne). En complément de ces missions reposant sur des engins spatiaux relativement lourds et couteux, l'agence spatiale a décidé en 2019 de développer des missions à faible cout en exploitant la miniaturisation des satellites et le recours aux composants sur étagère à l'origine du succès du New Space. Trois types de mission, répondant à des types d'objectifs distincts, doivent être développés : 
- Les missions Scout rattachées au programme de recherche (Earth Explorer) ont pour objectif de valider dans l'espace de nouvelles technologies utilisables par les missions scientifiques.
- Les missions InCubed rattachées au programme Earth Watch doivent contribuer à l'innovation industrielle en améliorant la compétitivité des entreprises européennes.
- Les missions Φ-sat, au cycle de développement court, doivent permettre de tester de nouvelles technologies innovantes.

## Description des missions

### HydroGNSS
La mission HydroGNSS, dont le développement a été lancé fin 2021, utilise la réflexion des signaux émis par les satellites de navigation (Galileo, GPS, ...) pour mesurer les  principales variables climatiques liées au cycle de l'eau. Ces variables comprennent l'humidité du sol, le gel/dégel des terrains situés au-dessus du pergélisol, la biomasse et la vitesse du vent au-dessus des océans. Sur le plan technique la mission repose sur un micro-satellite développé par la société anglaise Surrey Satellite Technology (cout de fabrication de 24 millions €)  avec un deuxième satellite en option. L'instrumentation présente des caractéristiques uniques (double polarisation, canaux cohérents et deux fréquences) permettant une couverture et une résolution étendue. Les données produites doivent complétées celles collectées par les missions SMOS, Biomass, Sentinel 1 de l'Agence spatiale européenne et SMAP de la NASA,.

### CubeMAP
La mission CubeMAP (initialement EPS–MACCS), dont le développement a été lancé fin 2021, a pour objectif d'analyser et mesurer les processus se déroulant dans la partie supérieure de la troposphère et dans la stratosphère en particulier au niveau des latitudes tropicales et celles immédiatement inférieures. Les observations portent sur la vapeur d'eau, le dioxyde de carbone, le méthane, l'ozone, le protoxyde d'azote et les aérosols qui tous jouent un rôle dans l'effet de serre et le changement climatique. Sur le plan technique la mission utilise une constellation de trois CubeSats 12U dont la charge utile est composée d'un spectromètre observant dans le rayonnement infrarouge thermique (instrument principal) et un imageur hyperspectral solaire observant dans le spectre visible et proche infrarouge. Le développement, d'un cout de 30 millions euros, est confié à un consortium d'industriels menés par GomSpace (Danemark),. CubeMAP est annulée le 1er juin 2023 à cause de dépassements calendaires et budgétaires.

### NanoMagSat
La mission NanoMagSat permettra de mieux comprendre la dynamique du champ magnétique et le rôle du soleil dans le système couplé atmosphère-ionosphère-magnétosphère. Les informations fournies par NanoMagSat seront utilisées de multiples façons, notamment pour l'évaluation des risques d'éruption solaire, l'amélioration de la précision de la navigation et l'amélioration du modèle magnétique mondial.
La mission comprendra une constellation de trois satellites 16U, lancés à neuf mois d'intervalle chacun. Chaque satellite de 24 kg transportera un magnétomètre absolu miniaturisé à l'extrémité d'une perche et un magnétomètre haute fréquence à mi-chemin de la perche pour les mesures magnétiques, une sonde de Langmuir pour mesurer la température et la densité des électrons, ainsi que deux récepteurs GNSS.
Son développement a été lancé en février 2024. Il est mené par un consortium industriel et académique piloté par la société britannique Open Cosmos, impliquant notamment l’Institut de Physique du Globe de Paris et le CEA-LETI.

### Tango
La mission Tango  vient compléter les mesures de méthane et de dioxyde d'azote de l'actuelle mission Copernicus Sentinel-5P et de la future mission Copernicus Carbon Dioxide Monitoring qui mesurera le dioxyde de carbone et le méthane issus de l'activité humaine afin de contribuer à la vérification du respect de l'Accord de Paris. Elle  comprend deux satellites de 25 kg fonctionnant en tandem : l'un est configuré pour mesurer le méthane et le dioxyde de carbone, l'autre mesure le dioxyde d'azote émis par les grands sites industriels. Tango surveillera 150 à 300 grandes installations industrielles et centrales électriques connues tous les quatre jours. Tango fournira des images ayant une meilleure résolution (300 m) de ces installations que celles fournies par les trois autres missions mentionnées,.
Son développement a été lancé en février 2024. Il est mené par un consortium néerlandais composé de l'entreprise Isispace (en), de l'Organisation néerlandaise pour la recherche scientifique appliquée, de l'Institut néerlandais de recherche spatiale et de l'Institut royal météorologique des Pays-Bas.